# Dos Torres
Dos Torres er en by og kommune i det sydlige Spanien i provinsen Córdoba. Den har et indbyggertal på 2.365 (2024) indbyggere.